# Adolph von Menzel
Adolph Friedrich Erdmann (posteriormente: von) Menzel (Breslavia, 8 de diciembre de 1815 - Berlín, 9 de febrero de 1905) fue un pintor alemán famoso por sus pinturas a menudo inspiradas en la historia, que es considerado el más importante exponente del realismo pictórico del siglo XIX en Alemania.
Junto con Caspar David Friedrich, está considerado uno de los dos artistas alemanes más destacados del siglo XIX, y fue el artista de más éxito en su época en Alemania. Su popularidad en su país natal, debida especialmente a obras de propaganda política, fue tal que pocas de sus grandes pinturas abandonaron Alemania, donde fueron rápidamente adquiridas por museos en Berlín. La obra gráfica de Menzel y sus dibujos se difundieron más ampliamente; estos, junto con cuadros informales que no estaban realizados inicialmente para ser expuestos, son la causa en gran medida de su reputación póstuma.
Aunque viajó para buscar temas para su arte, para visitar exposiciones y encontrarse con otros artistas, Menzel pasó la mayor parte de su vida en Berlín, y se mantuvo, a pesar de numerosas amistades, apartado de otros. Menzel escribió en su testamento: "No sólo me he quedado soltero, a lo largo de toda mi vida he renunciado a las relaciones con el otro sexo... En resumen, hay una falta de cualquier clase de unión entre el mundo exterior y yo." Es probable que se sintiera apartado socialmente por razones físicas únicamente, Menzel tenía la cabeza grande y era muy bajo, medía un metro treinta y siete centímetros.

## Carrera

### Obra gráfica

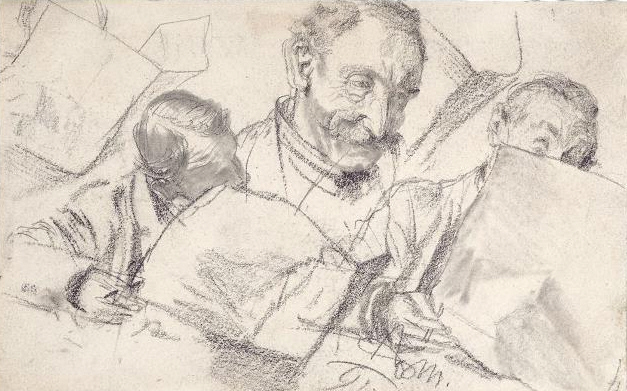
Dibujo al lápiz de Menzel, 1891.

Nació en Breslavia. Su padre era litógrafo y pretendió educar a su hijo como profesor; sin embargo, no frustraría su gusto por el arte. Después de dimitir de su puesto como enseñante, Menzel padre abrió un taller litográfico en 1818. En 1830 la familia se trasladó a Berlín, y en 1832 Adolph se vio obligado a hacerse cargo del negocio litográfico a la muerte de su padre. En 1833, estudió brevemente en la Academia de Arte de Prusia, donde aprendió de moldes de escayola y antiguas esculturas; en general Menzel fue autodidacta. Sachse de Berlín publicó su primera obra en 1833, un álbum de dibujos a pluma y tinta reproducidos en piedra, para ilustrar el pequeño poema de Goethe, Künstlers Erdenwallen. Ejecutó litografías en el mismo estilo para ilustrar Denkwürdigkeiten aus der brandenburgisch-preussischen Geschichte, Los cinco sentidos y El orador, así como diplomas para varias corporaciones y sociedades.
De 1839 a 1842, produjo 400 dibujos, introduciendo en gran medida en Alemania la técnica de la xilografía, para ilustrar la Geschichte Friedrichs des Grossen (Historia de Federico el Grande) por Franz Kugler. Posteriormente sacó Die Armee Friedrichs des Grossen in ihrer Uniformierung (Los uniformes del Ejército bajo Federico el Grande), Soldaten Friedrichs des Grossen (Los soldados de Federico el Grande); y finalmente, por orden del rey Federico Guillermo IV, ilustró las obras de Federico el Grande, Illustrationen zu den Werken Friedrichs des Grossen (1843-1849).
A lo largo de estos trabajos, Menzel tuvo la pretensión de que fuera considerado uno de los primeros, si no el primero, de los ilustradores de su época en su propio estilo.

### Pinturas

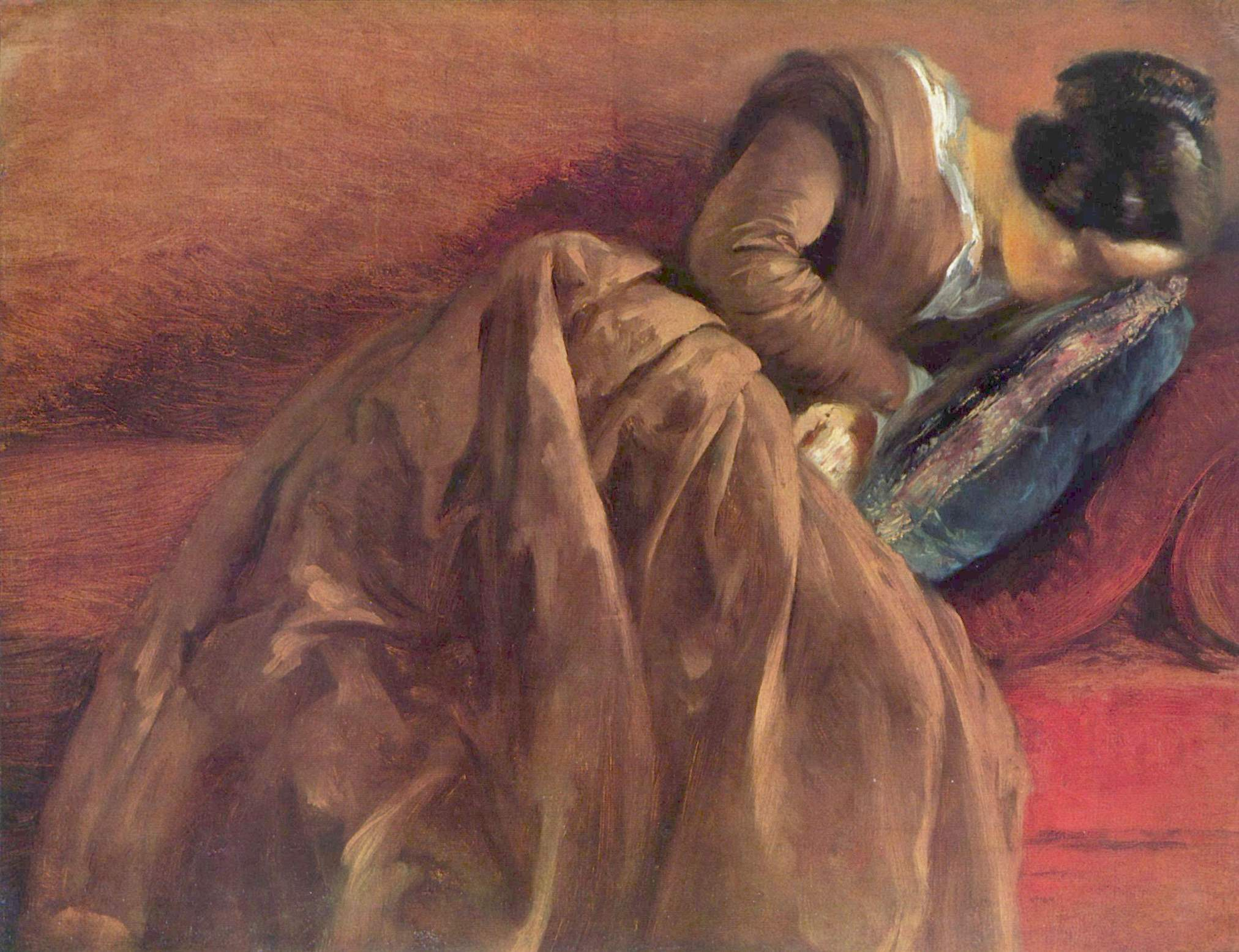
Emilie Menzel dormida, h. 1848. Óleo sobre papel, 46.8 × 60 cm. Kunsthalle de Hamburgo.

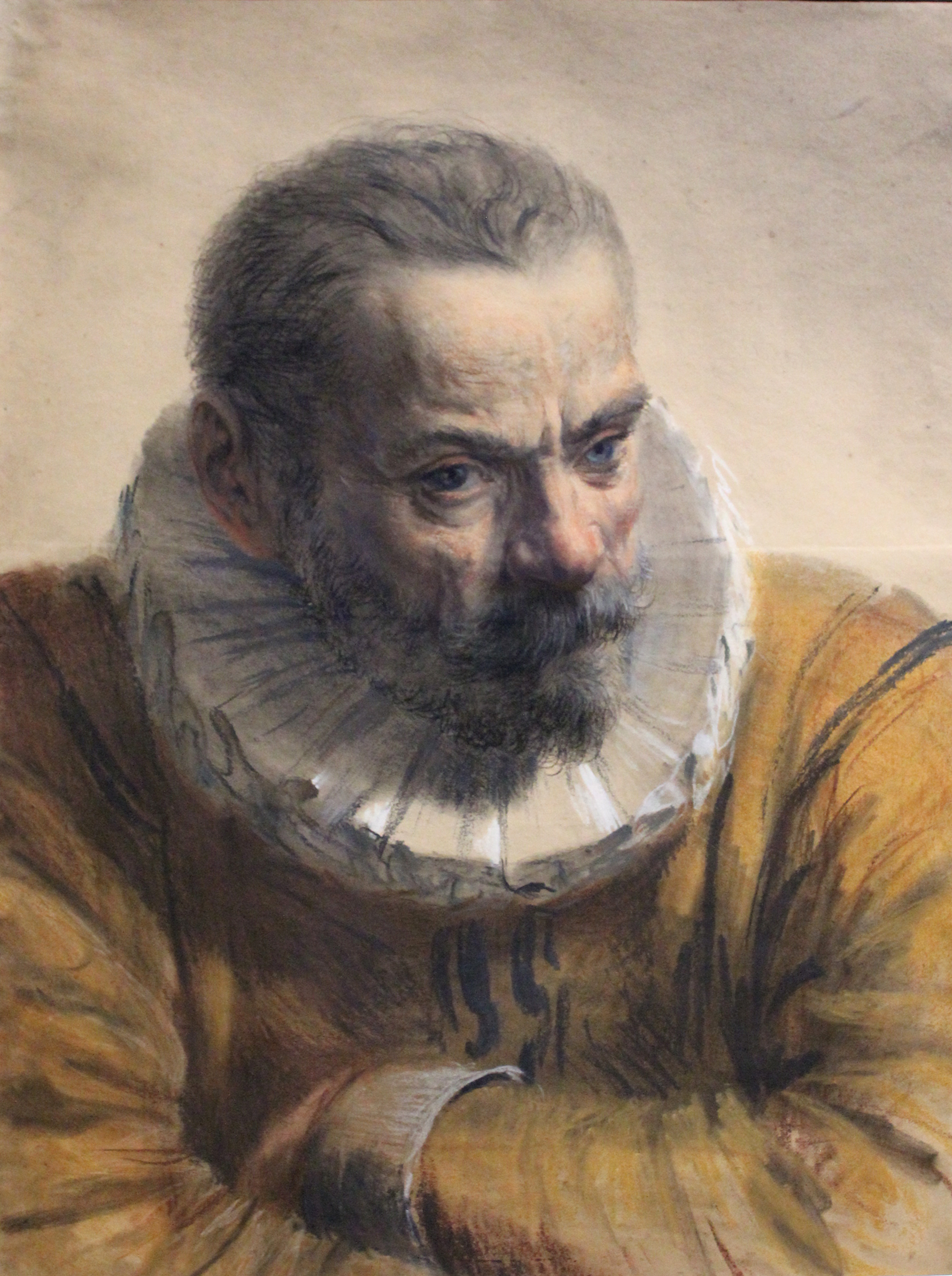
Estudio de un hombre con lechuguilla, ca 1850. Pastel sobre papel marrón, 57.3 × 43.2. Museo Nacional de Varsovia.

Mientras tanto, Menzel había empezado también a estudiar, sin ayuda, el arte de la pintura, y pronto realizó un gran número y variedad de cuadros. Sus pinturas demostraban firmemente la aguda observación y la honesta factura en temas que trataban de la vida y los logros de Federico el Grande, y escenas de la vida cotidiana, como En las Tullerías, La cena de baile y En confesión. Entre las consideradas como sus obras más importantes están La fundición de hierro (1872-1875) y Mercado de Verona. Cuando fue invitado a pintar La coronación de Guillermo I en Königsberg, produjo una representación exacta de la ceremonia sin tener en consideración las tradiciones de la pintura oficial.
Las representaciones de Menzel de Federico el Grande fueron casi cinemáticas en su reportaje y atención al detalle, glorificando un gobierno represor en un estilo pseudodocumental; en virtud de estas cualidades y de haber recreado acontecimientos anteriores de orgullo nacionalista, las pinturas son de un efecto muy similar a las crónicas de las heroicidades napoleónicas por Ernest Meissonnier (1815-1891). En vida de Menzel, las implicaciones políticas de sus cuadros fueron apreciadas por Otto von Bismarck y Guillermo I, y tras su muerte, se las apropiaron para uso como póster electoral por Adolf Hitler.
Si estas ilustraciones históricas anticiparon las cualidades literales del primer Impresionismo, es en pinturas como La ventana francesa y El jardín del palacio del príncipe Alberto, ambas pintadas a mediados de la década de 1840, que ahora atraen como "entre las más libremente observadas de las imégenes de mediados de siglo XIX." En cuanto pinturas de género ponen de manifiesto relaciones con el arte inglés y francés, y habrían sido políticamente inaceptables en la Alemania guillermina; no se expusieron en vida de Menzel. Los dibujos privados y las acuarelas que hizo de soldados muertos y moribundos en los campos de batalla de la guerra austro-prusiana en 1866 son implacables en su realismo, y han sido descritos por la historiadora del arte Marie Ursula Riemann-Reyher como "únicos en el arte alemán de la época."

## Últimos años

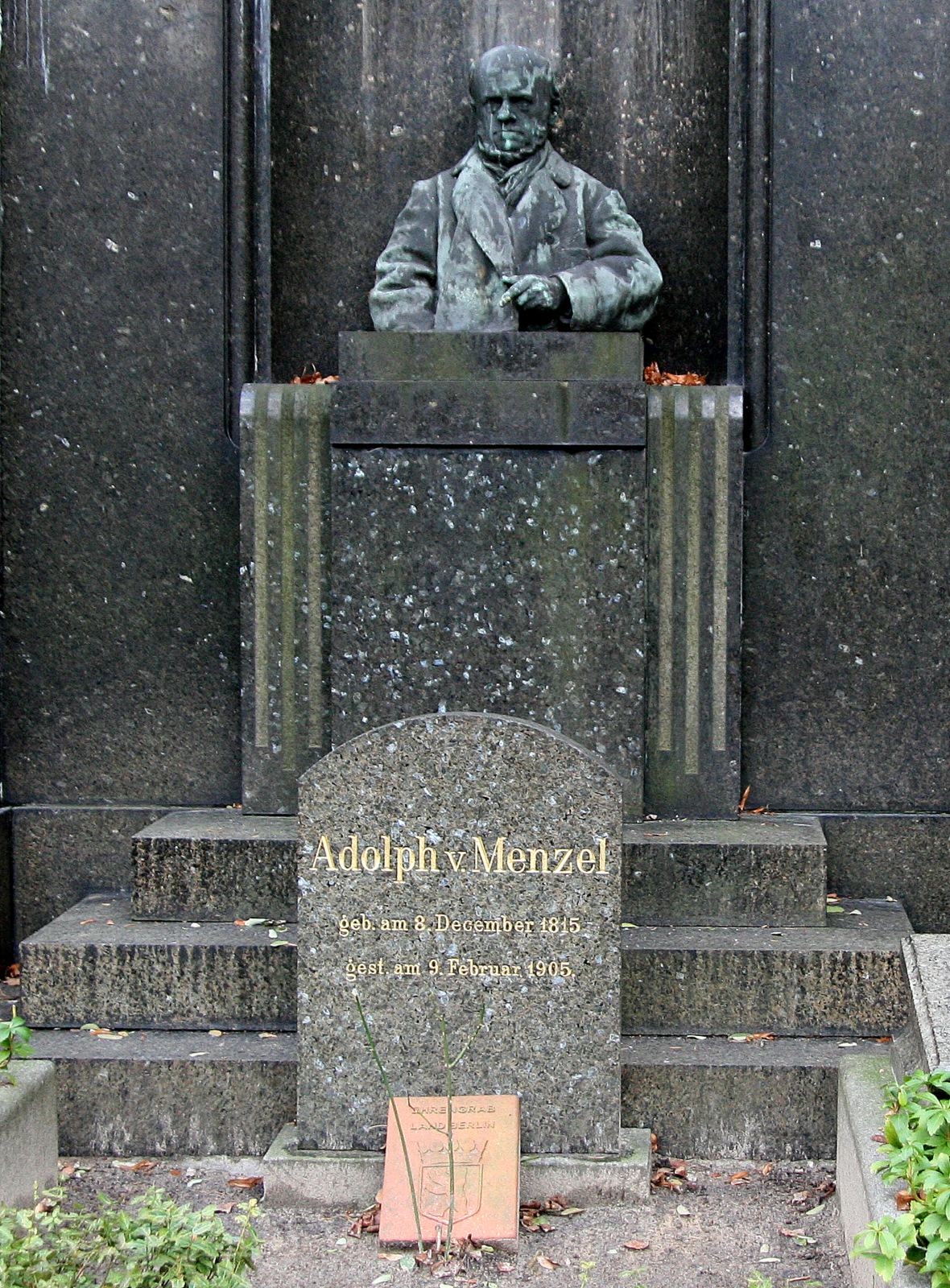
Tumba de Menzel en Berlín.

Las pinturas que estaban disponibles para el público lograron reconocimiento no solo dentro de Alemania, sino también de la vanguardia francesa: Edgar Degas admiró y copió su obra, llamándole "el mayor maestro vivo", y Louis Edmond Duranty escribió de su arte:
"En una palabra, el hombre es por todos lados independiente, sincero, con visión segura, una nota decisiva que a veces puede ser un poco brutal... Mientras que es perfectamente sano, tiene la neurosis de la sinceridad... El hombre que ha medido con un compás los botones de un uniforme de la época de Federico, cuando es un asunto de representar un zapato moderno, chaleco o peinado no los hace por aproximación, sino totalmente, en su forma absoluta y sin escasez de medios. Pone allí todo lo que se exige por el carácter (del objeto). Libre, grande y rápido en su dibujo, no hay dibujante tan definitivo como él".
A pesar del confeso alejamiento respecto a los demás, su renombre exigía cumplir con obligaciones sociales. En los años 1880 el poeta Jules Laforgue lo describió como "no más alto que la bota de un coracero, engalanado con colgantes y órdenes, no falta a una sola de las fiestas, moviéndose entre todos estos personajes como un gnomo y como el mayor enfant terrible para el cronista". En Alemania recibió muchos honores, y en 1898 se convirtió en el primer pintor en ser nombrado caballero de la Orden del Águila Negra, y por haber recibido esa condecoración, Menzel ingresó en la nobleza, convirtiéndose en "Adolph von Menzel". 
También fue nombrado miembro de la Académie des Beaux-Arts en París y la Royal Academy en Londres. Después de morir en 1905 en Berlín, la organización de sus funerales fue dirigida por el Kaiser, quien caminó detrás de su ataúd.

## Repercusión
En los últimos años de la República Democrática Alemana, dicho país mostró cierta tendencia a revalorizar la Historia del Arte prusiana, formándose una leyenda en torno a él. Así pues el pintor de los emperadores prusianos fue considerado un precursor del realismo moderno. Su vida y sus obras pasaron a reinterpretarse conforme a esta idea. Tanto es así que este elemento es uno de los pocos que fueron absorbidos por la República Federal Alemana.

## Obras (selección)

### Pinturas
- Das Balkonzimmer (Habitación con balcón), 1845, Galería Nacional, Berlín
- Bauplatz mit Weiden (Construcciones junto al sauce), 1846, Alte Nationalgalerie, Berlín
- Gewitter am Tempelhofer Berg (Tormenta eléctrica en la montaña de Tempelhof), 1846, Museo Wallraf-Richartz, Colonia
- Palaisgarten des Prinzen Albrecht (El jardín del príncipe Alberto), 1846, Museos Estatales, Berlín
- Wohnzimmer mit der Schwester des Künstlers (Sala de estar con la hermana del artista), 1847, Galería de pinturas estatal de Baviera, Múnich
- Die Berlin-Potsdamer Eisenbahn (El tren de Postdam a Berlín), la primera representación alemana del ferrocarril, 1847, Galería Nacional, Berlín
- Aufbahrung der Märzgefallenen (Capilla ardiente por los caídos de Marzo), inconclusa, 1848, Kunsthalle, Hamburgo
- Die Tafelrunde Friedrich II. in Sanssouci (La mesa redonda de Federico II en Sanssouci), 1850, destruida en la Segunda Guerra Mundial
- Das Flötenkonzert Friedrichs des Großen in Sanssouci (Concierto de flauta de Federico el Grande en Sanssouci), 1850–1852, Galería Nacional, Berlín
- Frühmesse (Primera misa), hacia 1852, Galería del Imperio Austriaco, Viena
- Friedrich und die Seinen in der Schlacht bei Hochkirch (Federico y los suyos en la batalla de Hochkirch), 1850–1856, destruida en la Segunda Guerra Mundial
- Das Théâtre du Gymnase (Memorias del Teatro del Gimnasio), 1856, Galería Nacional, Berlín
- Ansprache Friedrichs des Großen an seine Generale vor der Schlacht bei Leuthen (El discurso de Federico el Grande a sus generales antes de la batalla de Leuthen), inconclusa, 1859–1861, Galería Nacional, Berlín
- Kronprinz Friedrich besucht den französischen Maler Antoine Pesne auf dem Malgerüst in Schloss Rheinsberg (El príncipe heredero Federico visita al pintor francés Antoine Pesne en el tablado para pintar del palacio de Rheinsberg), 1861, Galería Nacional, Berlín
- Krönung König Wilhelms I. in Königsberg (Coronación del rey Guillermo I en Königsberg), 1862–1865, Nuevo Palacio, Potsdam
- Das Kinderalbum (Álbum de la infancia) (un conjunto de 44 viñetas al Gouache con temas de niños, para los sobrinos de Menzel), 1863–1883, Gabinete de grabados, Berlín
- Ein Nachmittag im Tuileriengarten (Una tarde en los jardines de las Tullerías), 1867, Galería estatal de arte, Dresde
- Pariser Wochentag (Día parisino), 1869, Museo de arte, Düsseldorf
- Abreise Königs Wilhelms I. zur Armee am 31. Juli 1870 (Partida del rey Guillermo I hacia su ejército el 31 de julio de 1870), 1870, Galería Nacional, Berlín
- Atelierwand (Pared del estudio), 1872, Kunsthalle, Hamburgo
- Das Eisenwalzwerk (Moderne Cyclopen) / La fundición de hierro (Cíclopes modernos), 1875, Galería Nacional, Berlín
- Das Ballsouper (El baile de la ópera), 1878, Galería Nacional, Berlín
- Fronleichnamsprozession in Hofgastein (Procesión del Corpus Christi en Hofgastein), 1880, Nueva Pinacoteca, Múnich
- Piazza d’Erbe in Verona (Plaza de Erbe en Verona), 1884, Galería de los Maestros Modernos, Dresde

### Dibujos
- Ungemachtes Bett (Cama sin arreglar), h. 1845, Gabinete de grabados, Berlín
- Menzels Bruder Richard (Richard, el hermano de Menzel), 1848, colección del Dr. Peter Nathan y Barbara Nathan, Zúrich
- Retratos de 132 personas para la Krönungsbild, 1863– 64
- Rüstkammer-Phantasien (Fantasías de armería), h. 20 hojas con armaduras y armas medievales, 1866
- h. 100 esquemas para Eisenwalzwerk (La fundición de hierro), 1872–1874
- Leichenporträts (Retratos funerarios), 1873
- Abendgesellschaft bei Frau von Schleinitz (Reunión nocturna en casa de la señora Schleinitz), 1875
- Kurhausstraße in Kissingen nach einem Gewitterregen (Calle de Kissingen tras una tormenta), 1889, Gabinete de Grabados, Berlín
- Die Armee Friedrichs des Großen in ihrer Uniformierung (El ejército de Federico el Grande en sus uniformes), 1908-1912, Berlín (reeditado Weltbild GmbH, Augsburgo, 2005, ISBN 3-8289-0523-4)

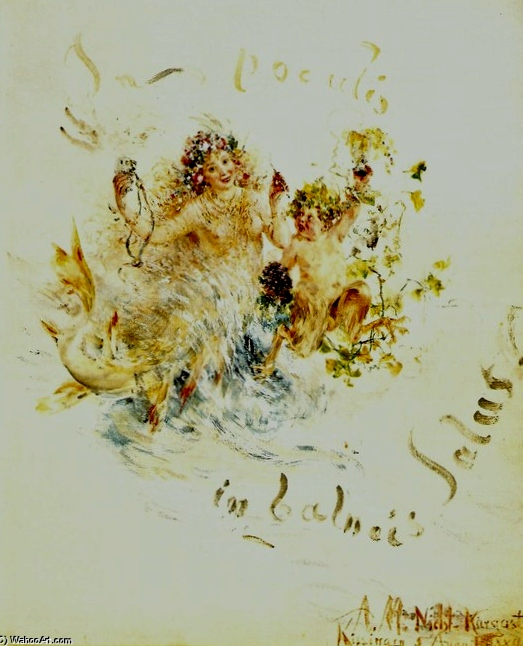
Frontispicio en Goldenes Buch de la ciudad de Bad Kissingen de Nicht-Kurgast Adolph Menzel, 5 de agosto de 1889.

### Ilustraciones de libros
- 11 Litografías para el poema de Goethe Künstlers Erdenwallen, 1833, publicado en Berlín 1833
- 400 Zeichnungen als Vorlagen für Holzschnitte para Geschichte Friedrichs des Großen, 1839–1842, publicado en Berlín 1842
- 436 litografías para Die Armee Friedrichs des Großen in ihrer Uniformierung, empezado 1842, publicado en Berlín 1857
- 200 ilustraciones para Werken Friedrichs des Großen, 1843–1846
- 30 ilustraciones para una edición conmemorativa de Heinrich von Kleist Der zerbrochene Krug, 1876–1877, publicado en Berlín, Hofmann & Co., 1877
- En: Album deutscher Dichter / Mit 36 Original-Zeichnungen deutscher Künstler, als : A. v. Schroeter, J. B. Sonderland, Theod. Hosemann, A. Menzel, v. Kloeber, F. Holbein, Rosenfelder u. a. m. - Berlín: Hofmann, 1848. - Digitalisierte Ausgabe de la Universitäts- und Landesbibliothek Düsseldorf
- En: Album deutscher Kunst und Dichtung. Mit Holzschnitten nach Originalzeichnungen der Künstler, ausgeführt von R. Brend'amour. Hrsg. Friedrich Bodenstedt. - Berlín: Grote, 1867. Digitalisierte Ausgabe de la Universitäts- und Landesbibliothek Düsseldorf

### Cartas
- Briefe. 1830-1905 (Cartas. 1830-1905). Ed. de Claude Keisch y Marie Ursula Rieman-Reyher, en colaboración con Kerstin Bütow y Brita Reichert. 4 volúmenes. Deutscher Kunstverlag, Berlín, Múnich 2009. ISBN 978-3-422-06740-0

## Galería

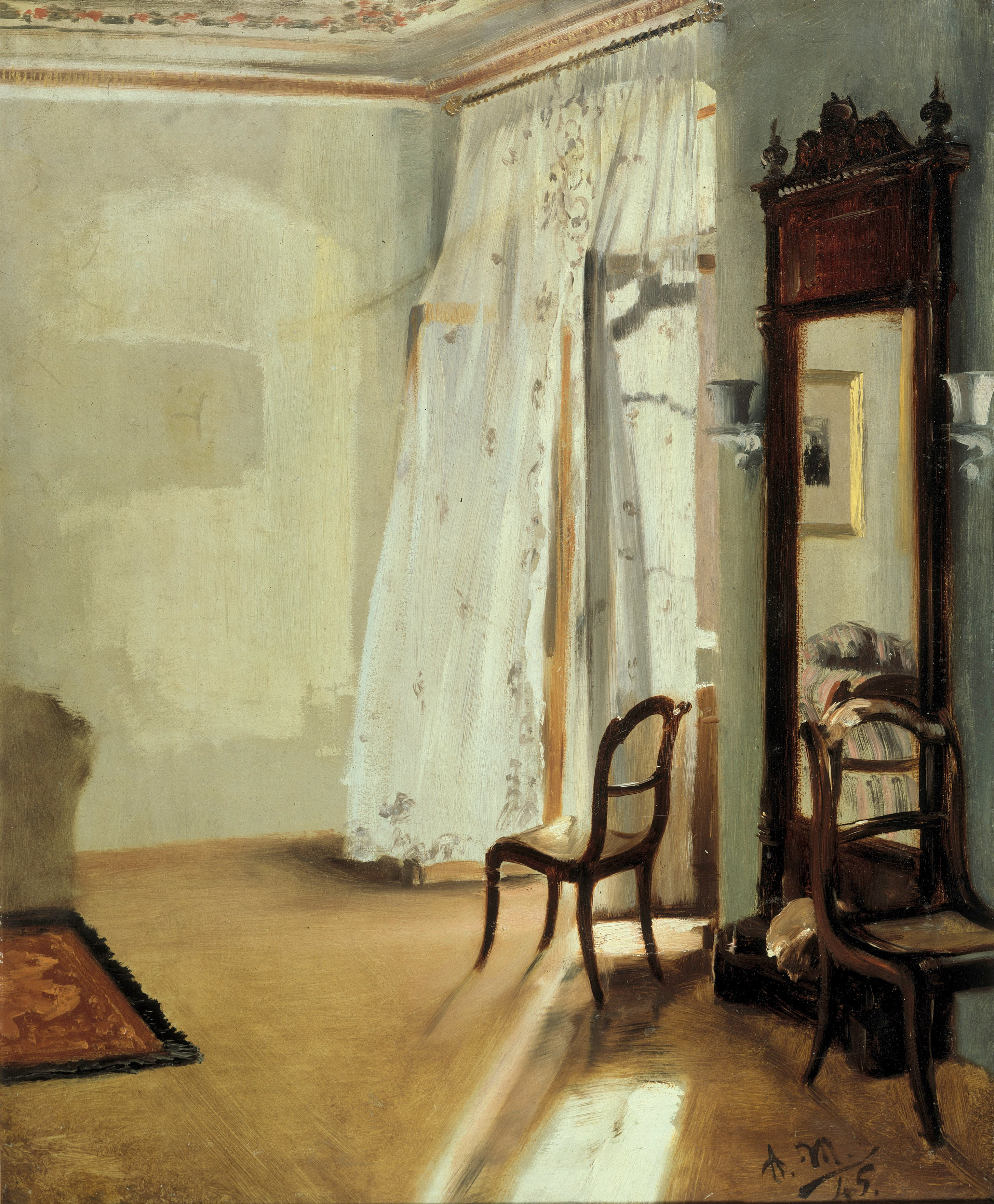
Habitación del balcón, 1845.
Sala de estar con la hermana del artista, 1847.
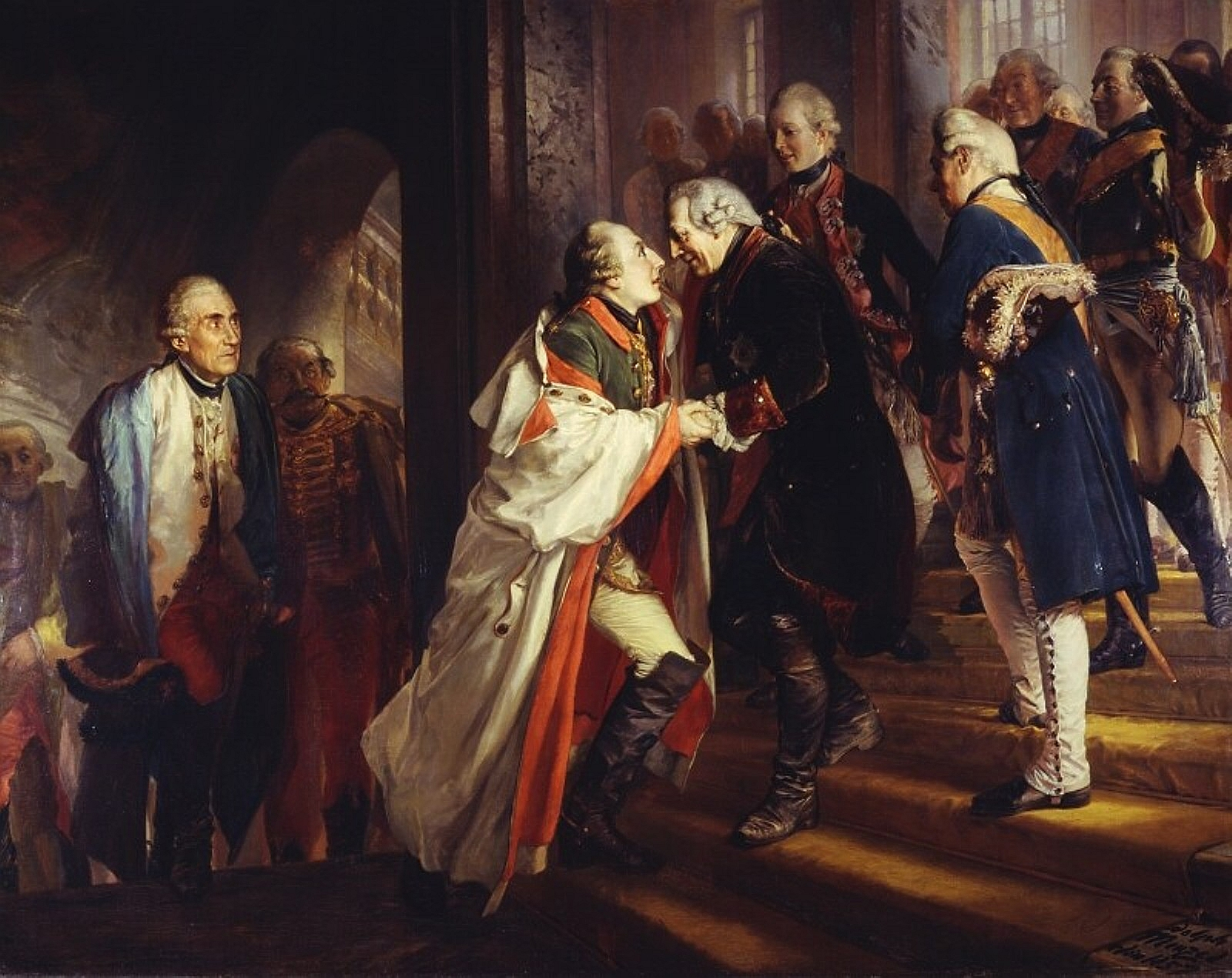
Encuentro con el emperador José II en Neisse, 1857.
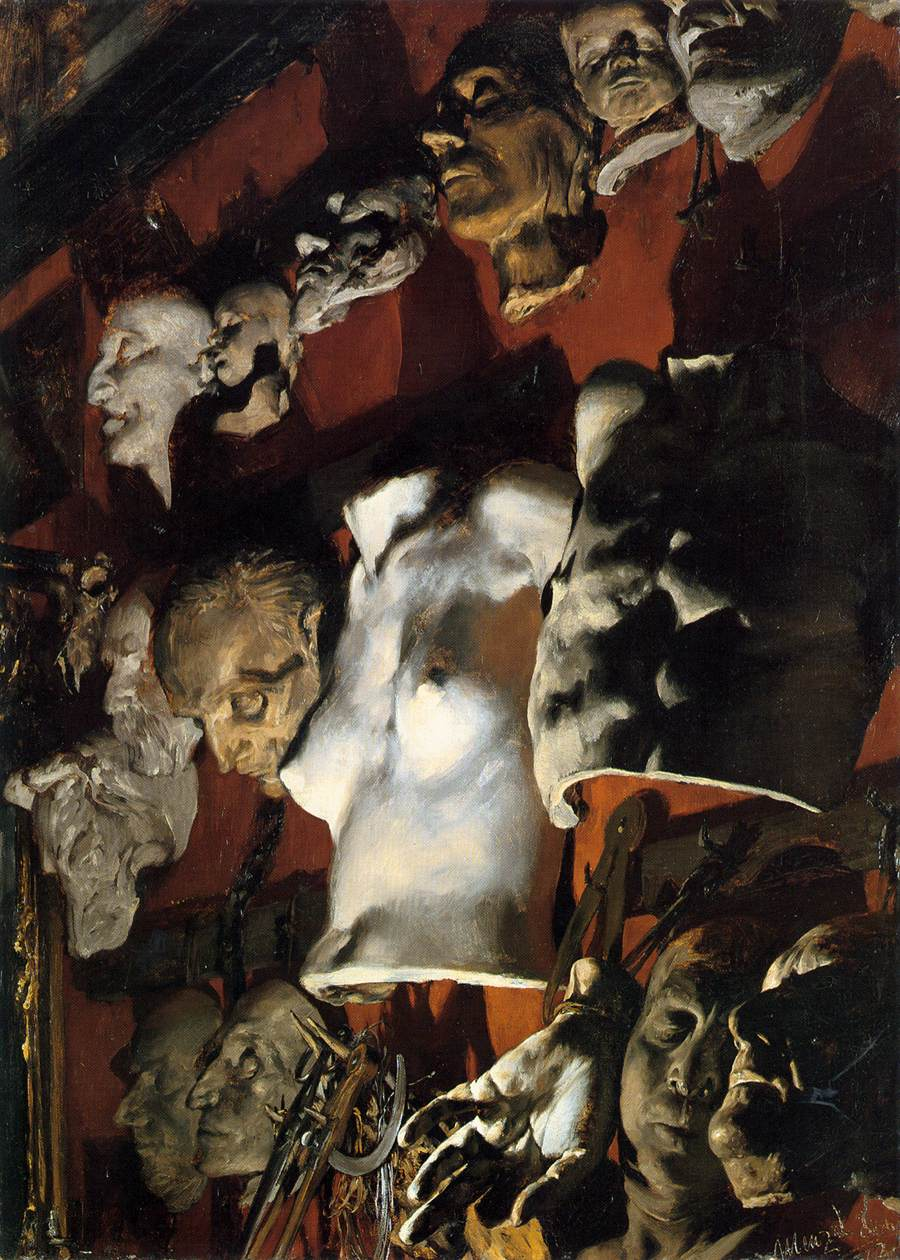
Pared del estudio, 1872.
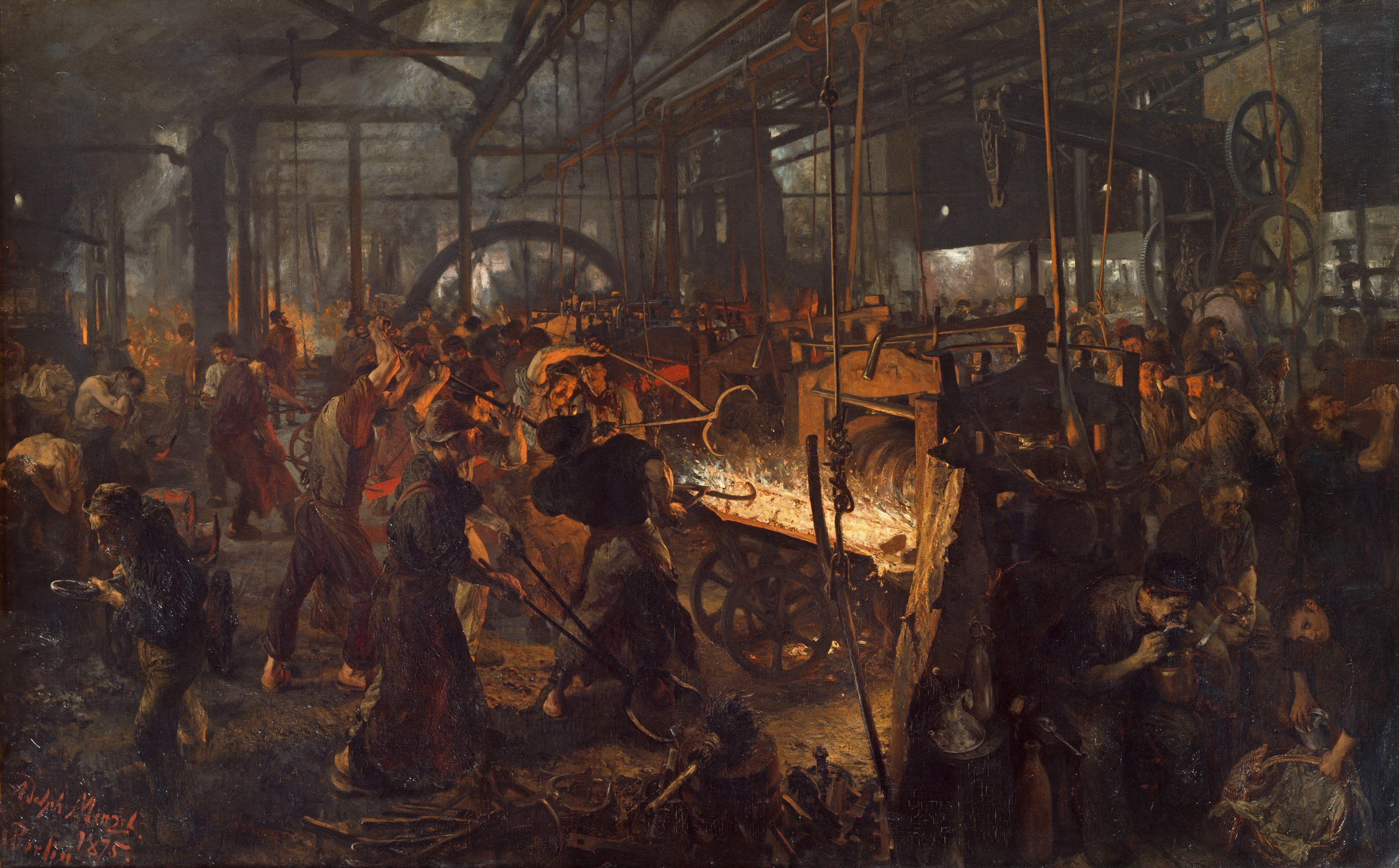
La fundición de hierro, 1872-1875.
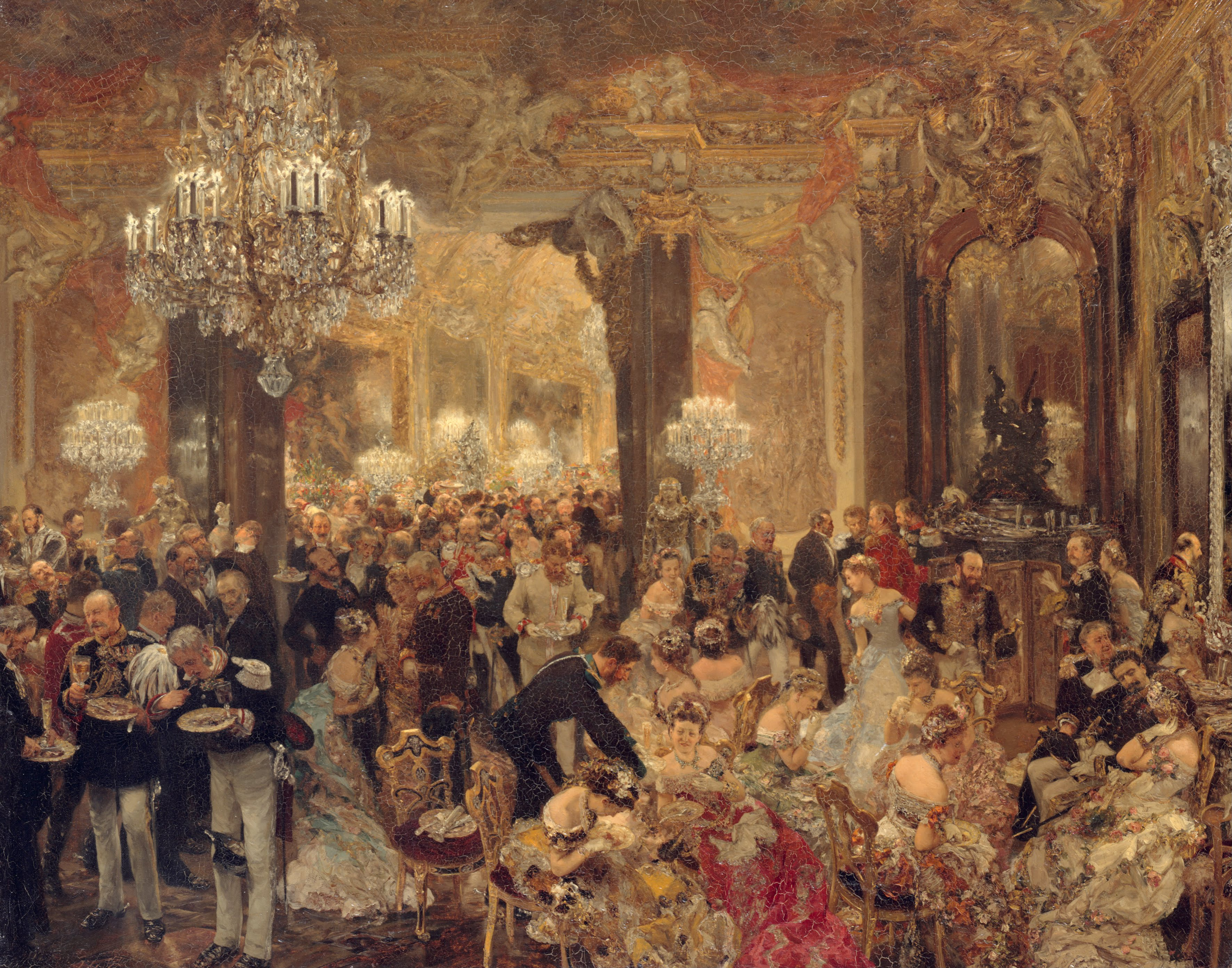
Cena en el baile, 1878.
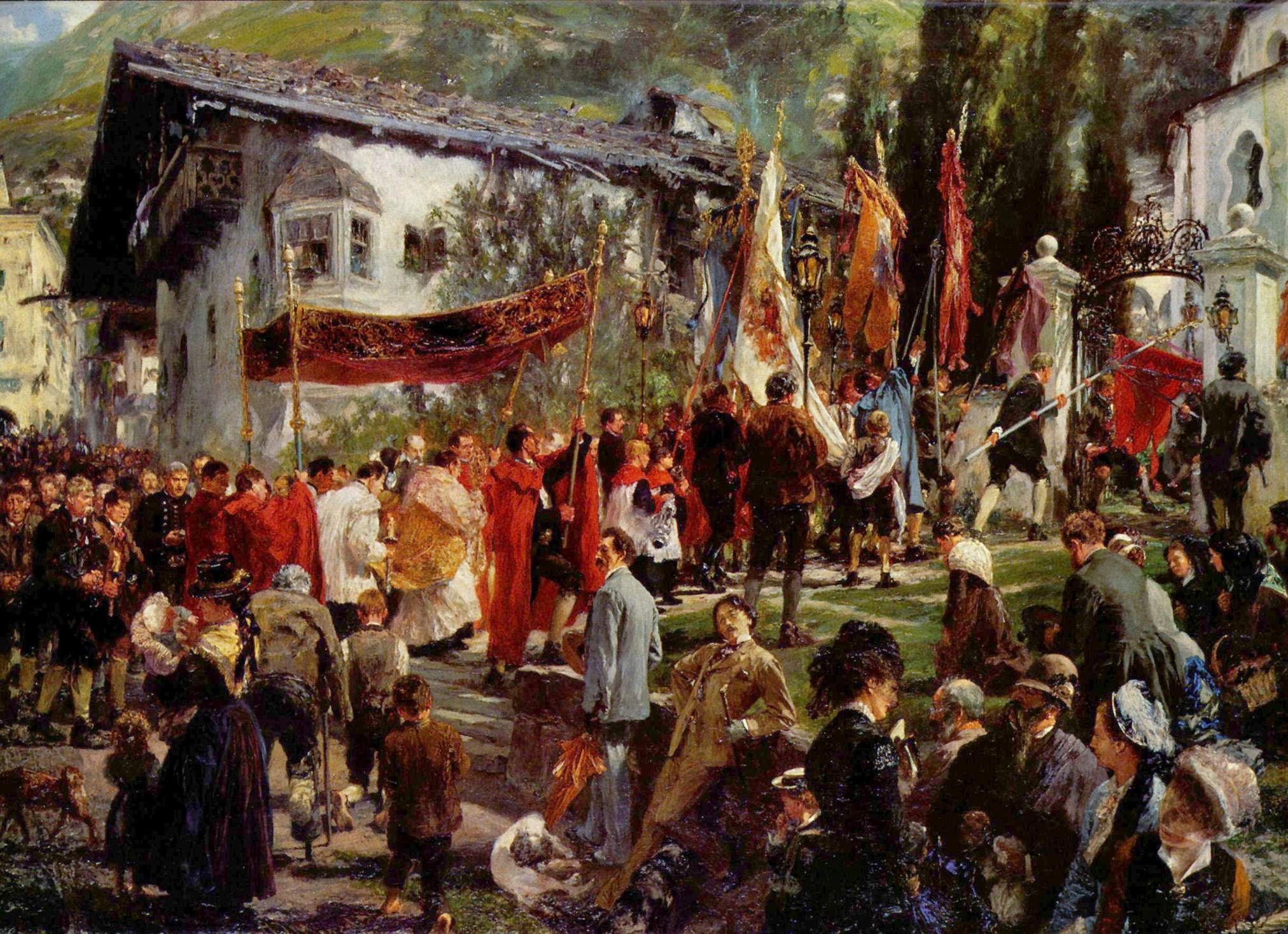
Procesión del Corpus Christi en Hofgastein, 1880.
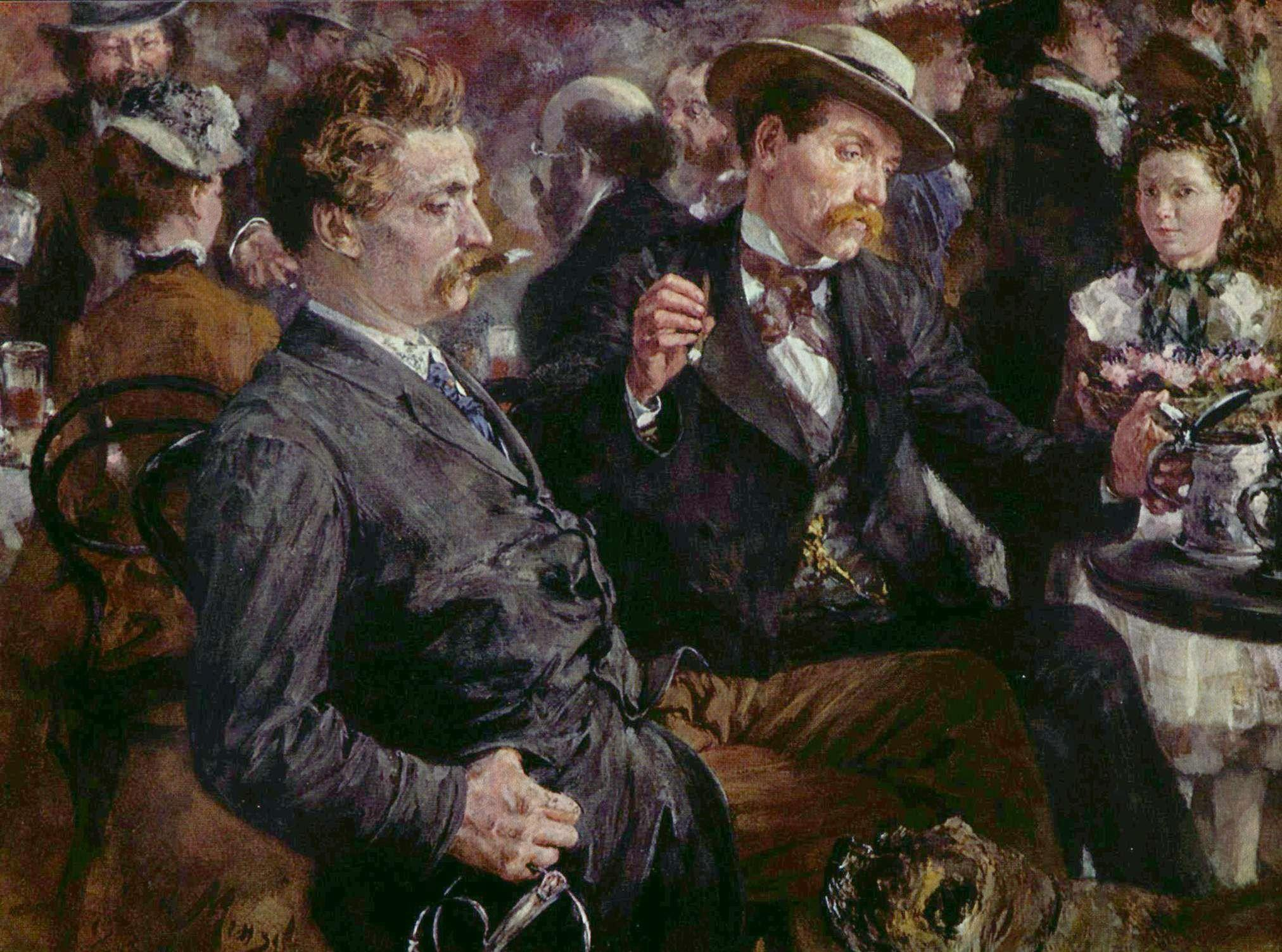
En la cervecería, 1883.
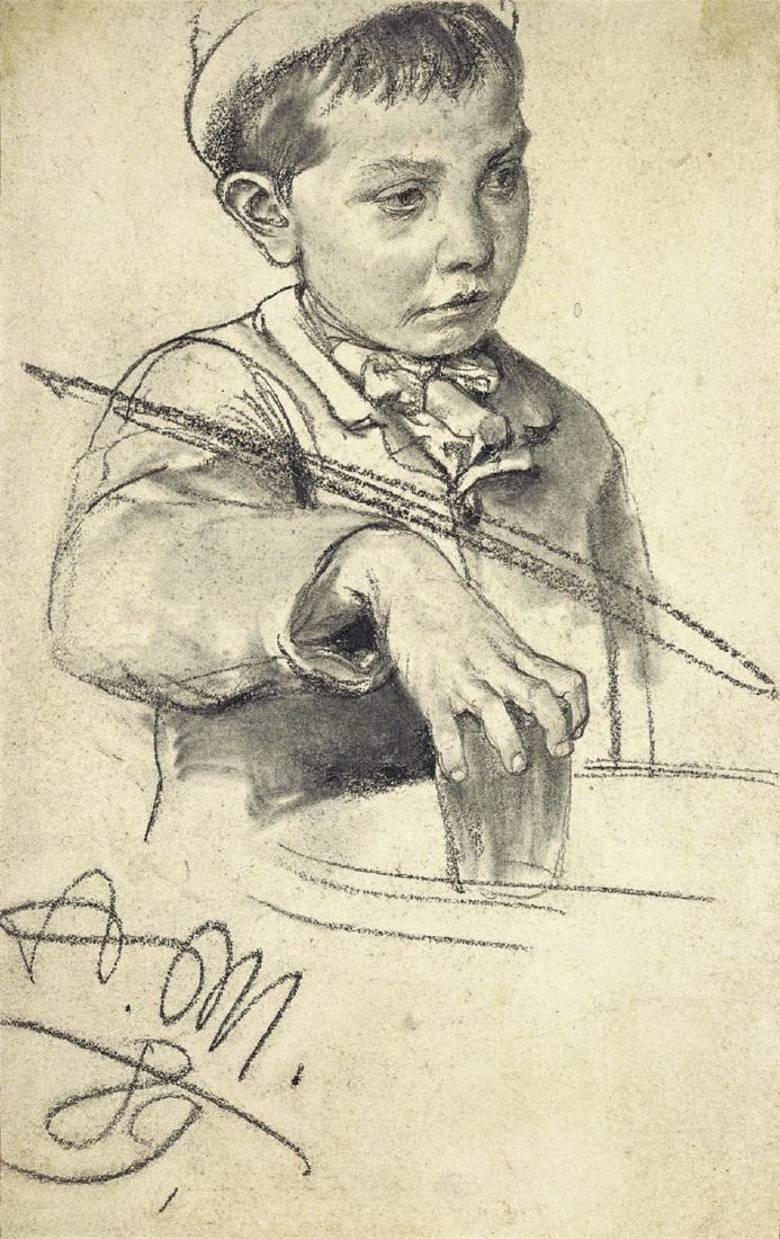
Joven con vaso de agua, 1889.